# (916) America
(916) America ist ein Asteroid des Hauptgürtels, der am 7. August 1915 vom russischen Astronomen Grigori N. Neujmin entdeckt wurde.
Der Asteroid wurde nach dem gleichnamigen Kontinent benannt.